# Jean-Jacques Marx
Pour les articles homonymes, voir Marx.
Jean-Jacques Marx, né le 23 mai 1957 à Fegersheim, est un joueur de football français jouant au poste de défenseur droit. Il est surnommé Django.

## Biographie
Il joue au RC Strasbourg à partir de 1975 et jusqu'en 1982. Avec Strasbourg, il remporte la Division 2 en 1977 et devient champion de France en 1979. 
Il porte ensuite les couleurs du Toulouse FC jusqu'en 1987, passe une saison au FC Lorient et termine sa carrière aux Pierrots Vauban.
Jean-Jacques Marx est appelé en équipe de France de football pour une rencontre amicale le 8 novembre 1978 entre la France et la sélection espagnole. Lors de ce match, remporté à domicile par la France 1-0, il est remplaçant. Comme il ne rentre pas sur le terrain, il n'obtient pas le statut de footballeur international.

## Clubs
- 1975-1982 :  RC Strasbourg
- 1982-1987 :  Toulouse FC
- 1987-1988 :  FC Lorient
- 1988-1995 :  Pierrots Vauban Strasbourg

## Palmarès
- Champion de France en 1979 avec le Racing Club de Strasbourg
- Champion de France de D2 en 1977 avec le Racing Club de Strasbourg